# 3mai
3mai (kor. 3마이) – trzeci album studyjny południowokoreańskiego rapera PSY. Został wydany 18 września 2002 roku przez iTunes i 19 września w Korei Południowej. Głównym utworem z płyty jest „Champion” (kor. 챔피언). Sprzedał się w nakładzie 135 223 egzemplarzy w Korei Południowej (stan na luty 2003 rok).

## Lista utworów
| Nr  | Tytuł                                                        | Słowa                    | Kompozycja              | Aranżacja    | Czas |
| --- | ------------------------------------------------------------ | ------------------------ | ----------------------- | ------------ | ---- |
| 1.  | "Intro" (feat. Ray)                                          | PSY, Ray                 | hanco                   | hanco        | 2:34 |
| 2.  | "Annyeonghi" (kor. 안녕히) (feat. Lee Sun-hee)               | PSY                      | PSY                     | PSY          | 3:24 |
| 3.  | "Champion" (kor. 챔피언)                                     | PSY                      | Harold Faltermeyer, PSY | PSY          | 3:06 |
| 4.  | "Ppanppara" (kor. 빤빠라)                                    | PSY                      | PSY                     | PSY          | 3:17 |
| 5.  | "Banmalhapsida" (kor. 반말합시다)                            | PSY, Yi Jin-seong        | PSY                     | PSY          | 3:32 |
| 6.  | "Nagwon" (kor. 낙원) (feat. Lee Jae-hoon)                    | PSY                      | PSY                     | PSY          | 3:40 |
| 7.  | "Queen" (kor. 퀸) (feat. Park Jae-eun)                       | PSY                      | PSY                     | PSY          | 3:02 |
| 8.  | "Nanjang Blues" (kor. 난장 Blues)                            | PSY                      | PSY                     | PSY          | 3:24 |
| 9.  | "Buljangnan" (kor. 불장난) (feat. Ray)                       | PSY, Ray                 | PSY                     | PSY          | 2:55 |
| 10. | "Night" (feat. Park Mi-kyung)                                | PSY                      | PSY, Yoo Gun-hyung      | PSY          | 3:18 |
| 11. | "Bitch" (feat. Ray)                                          | Ray                      | hanco                   | hanco        | 2:11 |
| 12. | "Bachyeo" (kor. 바쳐) (feat. Johan)                          | PSY, Johan               | PSY                     | PSY          | 3:24 |
| 13. | "Royal Family" (kor. 로얄패밀리) (feat. Kirk & Kim Woo-geun) | PSY, Kim Jun-hyuk (Kirk) | Kim Jun-hyuk            | Kim Jun-hyuk | 3:23 |
| 14. | "Andwaeyo" (kor. 안돼요)" (featuring Kim Wan-sun)            | PSY                      | hanco                   | hanco        | 4:13 |
| 15. | "Back to the PSYcho World! (Outro)                           |                          | hanco                   | hanco        | 2:15 |